# Giovanni Giacomo Tencalla

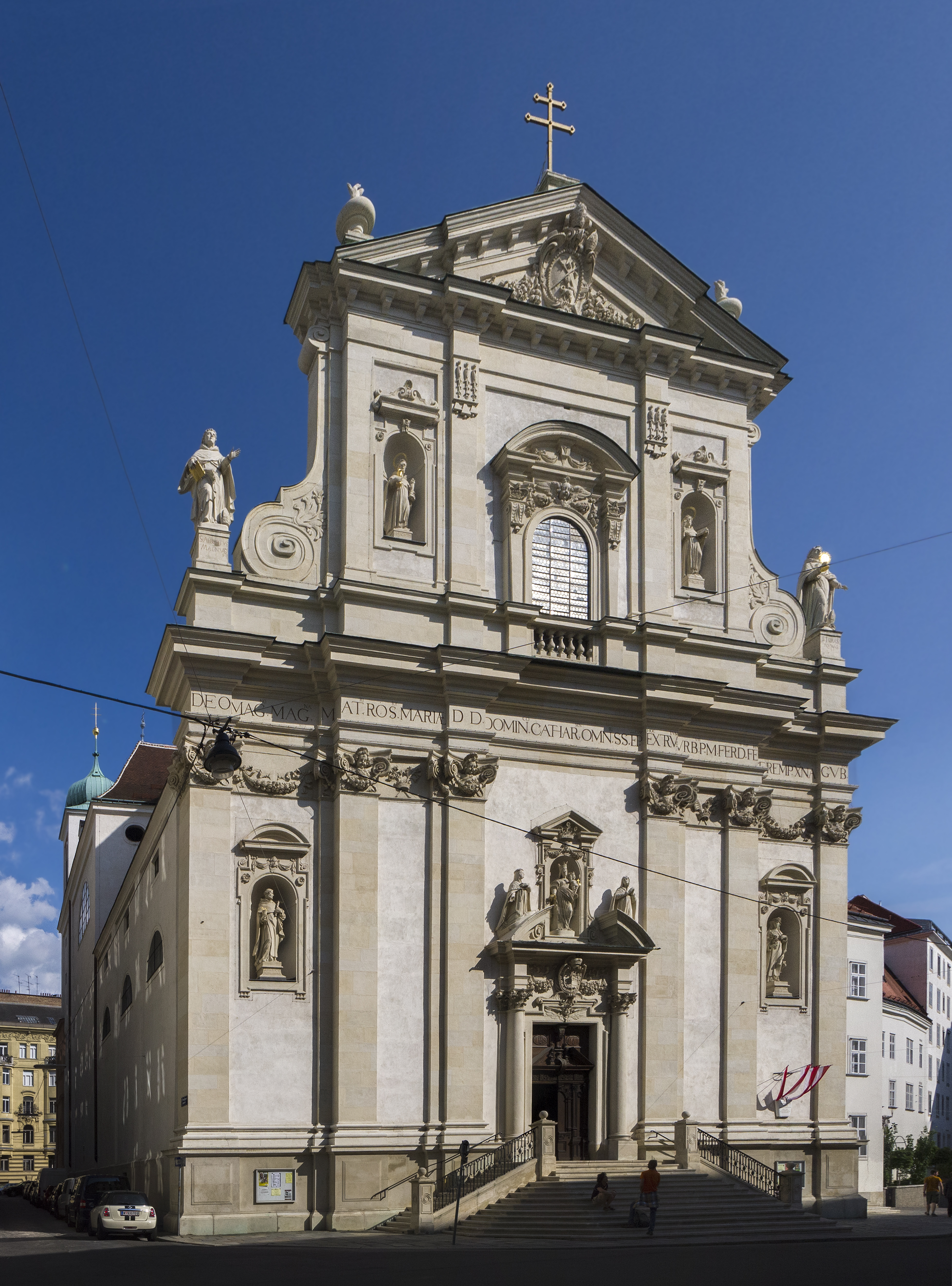
Giovanni Giacomo Tencalla, Dominikanerkirche St. Maria Rotunda Portalseite

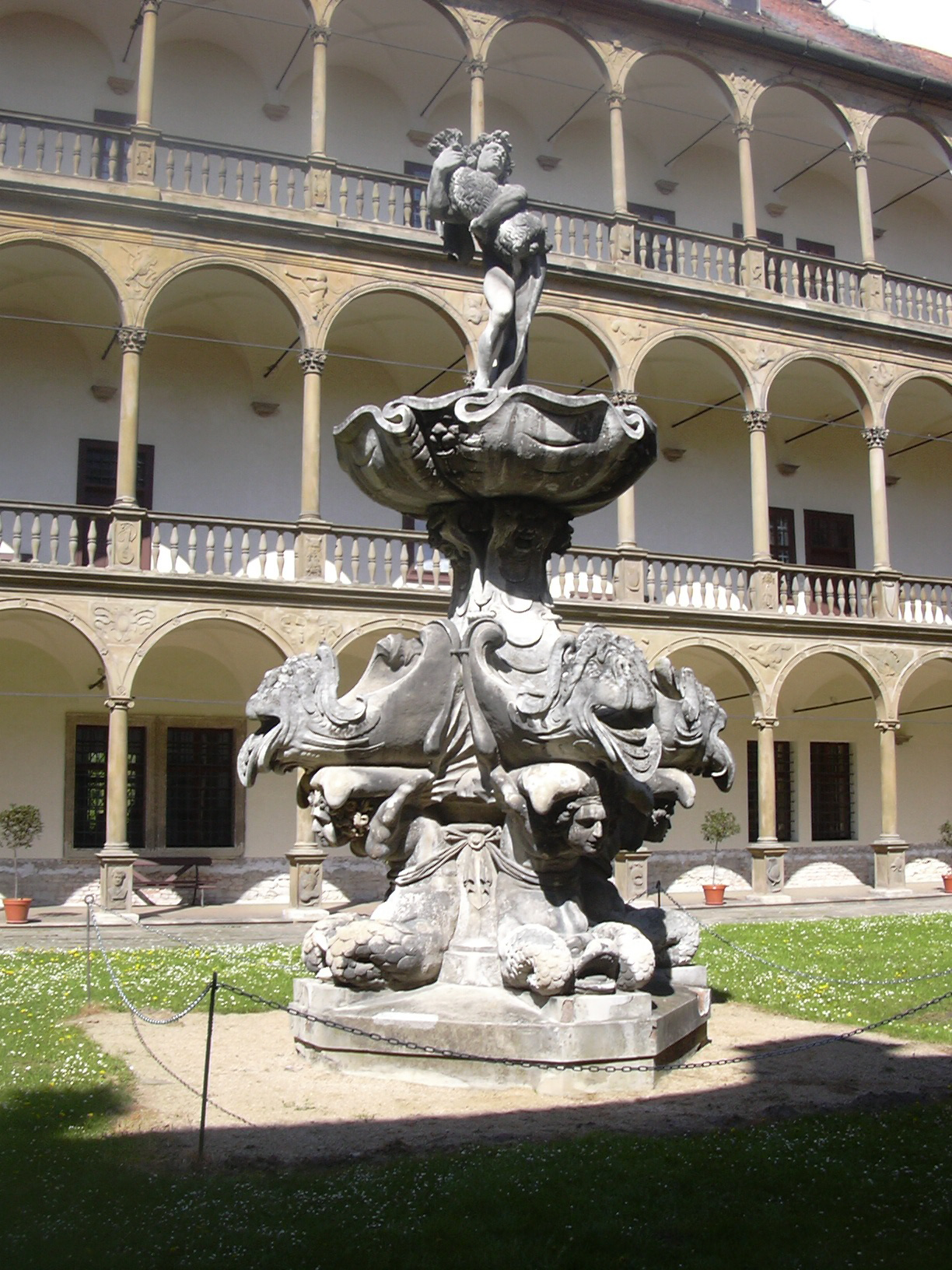
Giovanni Giacomo Tencalla, Brunnen auf Schloss Bučovice

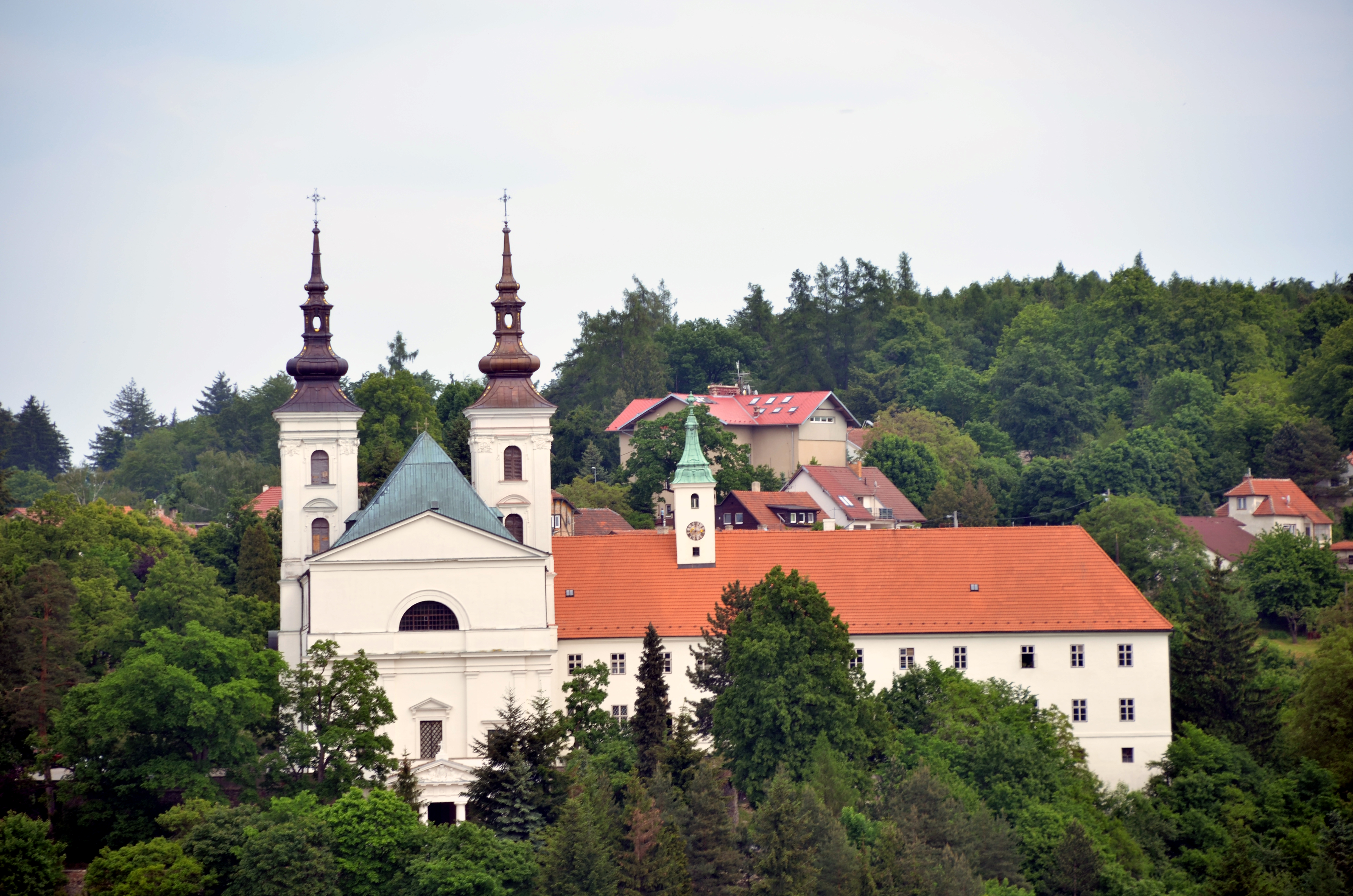
Giovanni Giacomo Tencalla, Paulanerkloster Vranov bei Brünn

Giovanni Giacomo Tencalla (* um 1593 in Bissone, Kanton Tessin; † 2. Oktober 1653 ebenda) war Architekt in Österreich und in Böhmen.

## Leben
Er war der ältere Bruder von Constantino Tencalla, Onkel des Giovanni Pietro Tencalla und entfernter Verwandter des Malers Carpoforo Tencalla. Giacomo stammte aus einer weit verzweigten und erfolgreichen Künstlerfamilie. Sein Vater Pietro, genannt Il Romagnolo war Architekt in Rom, sein Bruder Costantino war königlicher Baumeister in Polen, sein Neffe Giovanni Pietro Tencalla Hofarchitekt des Kaisers Leopold I. in Wien.
Sein wichtigster Auftraggeber war Fürst Maximilian von Liechtenstein. Für die Schlosskirche in Valtice engagierte er 1629 Giacomo Tencalla als seinen Hofarchitekten und bot ihm ein wahrhaft fürstliches Jahresgehalt an: 450 Gulden Bargeld (= ca. 20.000 Euro), 150 Gulden Kostgeld (= ca. 6.700 Euro), freie Unterkunft, 20 Eimer Wein (= ca. 1.100 l), 30 Eimer Bier (= ca. 1.700 l), 12 Klafter Holz (= ca. 36 Kubikmeter), drei Laib Brot pro Tag und Futter für zwei Pferde. Die Stuckdekorationen der Pfarrkirche in Valtice schufen Giovanni Tencalla (ca. 1610–ca. 1676) aus einem anderen Familienzweig in Bissone und dessen Verwandter Bernardo Bianchi aus Campione d’Italia. Fast gleichzeitig mit Valtice fertigte Giacomo Tencalla im Auftrag von Kaiser Ferdinand II. Pläne für eine Kirche des Dominikanerordens in Wien, die nach dem Stephansdom die zweitgrößte Kirche der Stadt werden sollte, wenn auch kleiner als die Schlosskirche in Valtice. Es ist die einzige Kirche Wiens im römischen Stil, die keine Fassadentürme hat. Inspirieren ließ sich Giacomo wahrscheinlich von seinem Lehrmeister Carlo Maderno und dessen Kirche Santa Susanna in Rom.
Fürst Maximilian ließ ab 1630 Schloss Rabensburg von Giacomo Tencalla zu seiner Residenz ausbauen und modernisieren. Mächtige, sternförmige Befestigungen mit Kanonen auf den Bastionen umschlossen den neuen Wohntrakt mit vorgelagerten Wirtschafts- und Repräsentationsräumen. Leider ist die Burg heute in einem derart desolaten Zustand, dass wir uns mit einem historischen Stich begnügen müssen, um eine Ahnung vom Schloss zu Tencallas Zeiten zu erhalten. Giacomo Tencalla war ab 1633 im Auftrag Maximilians von Liechtenstein auch mit der Modernisierung des Schlosses Bučovice in Tschechien und dem Bau einer neuen Pfarrkirche in Bučovice (1637–1641) beschäftigt.

## Wichtigste Werke
- Dominikanerkirche in Wien
- Schlosskirche in Valtice, Tschechien
- 1631–1638 Pfarrkirche Mariä Himmelfahrt in Valtice (Einweihung am 29. Juni 1671)
- St.-Anna-Kirche in Mikulov, Tschechien
- Barocke Umgestaltung der Schlösser Rabensburg, Bučovice, Valtice und Lednice.
- Klosterkomplex der Paulaner und Wallfahrtskirche Mariä Geburt in Vranov u Brna.